# Расинг (футбольный клуб, Бафусам)
«Расинг Клуб де Бафусам» — камерунский футбольный клуб, базирующийся в Бафусаме. Он является членом Камерунской федерации футбола. Домашний стадион клуба — «Мунисипаль де Бамендези». Самым известным воспитанником клуба является Жереми Нжитап.

## История
Наиболее успешный период в истории клуба приходится на первую половину 90-х. Команда четырежды становилась чемпионом Камеруна (1989, 1992, 1993 и 1995 год) и в 1996 году выиграла кубок, в финале с минимальным счётом был обыгран «Штаде Банджорн», до этого клуб трижды выходил в финал (1976, 1988 и 1991 год).
На международной арене «Расинг» дебютировал в 1990 году, дойдя до четвертьфинала Африканского Кубка чемпионов. На этой стадии клуб с общим счётом 3:1 проиграл замбийской «Нкане», причём в предыдущем раунде соперник «Расинга», «Раджа Касабланка» отказался от участия в матче. В дальнейшем клуб ещё четыре раза принимал участие в турнире, но достижение 1990 года так и не превзошёл. В 1997 году «Расинг» участвовал в Кубке обладателей кубков КАФ, но был дисквалифицирован в первом раунде. Последнее появление клуба на международной арене было в рамках Лиги чемпионов КАФ 2005. «Расинг» вылетел в первом раунде, уступив с общим счётом 3:2 «Африка Спорт», хотя после первого матча камерунская команда вела со счётом 1:0.
В 2006 году клуб вылетел из высшего дивизиона. «Расинг» дважды возвращался в высшую лигу, выиграв второй дивизион в 2015 и 2021 году. По итогам сезона 2021/22 клуб выбыл во второй дивизион.